# Vampires à La Havane
Série
Más vampiros en La Habana
(2003)
Pour plus de détails, voir Fiche technique et Distribution.
Vampires à La Havane (¡Vampiros en La Habana!) est un dessin animé hispano-germano-cubain du réalisateur cubain Juan Padrón. Il est sorti aux États-Unis en 1985. Il est suivi en 2003 de Más vampiros en La Habana.

## Synopsis
Les vampires, à travers le monde (États-Unis, Allemagne), commencent à s'organiser. L'un des fils de Dracula tente de mettre au point un produit qui protégerait les vampires de la lumière du soleil. Sa tentative échouant, il est la risée de ses congénères. Il quitte l'Europe pour Cuba avec son neveu Joseph et poursuit ses travaux. Il y crée un produit "Vampisol" à base de rhum dont les effets ne se font pas attendre. Son neveu, à son insu, a servi de cobaye. Joseph, surnommé Pepe, grandit sous le soleil cubain sans vraiment se douter qu'il appartient à la race des vampires. Il passe son temps à jouer de la trompette dans un club cubain.
En 1933, une rivalité éclate entre les vampires de l'Amérique et ceux du vieux continent. Le Vampisol va devenir une priorité pour ces deux groupes ayant chacun ses propres intérêts dans l'histoire. Pepe devient alors une cible de choix puisqu'il est le neveu de l'inventeur de la formule. S'ensuivent manipulations, tractations et autres rebondissements.

## Fiche technique
- Titre français : Vampires à La Havane
- Titre original : ¡Vampiros en La Habana!
- Réalisation : Juan Padrón
- Image : Julio Simoneau
- Scénario : Juan Padrón et Ernesto Padrón
- Musique : Rembert Egües[1],[2]
- Pays d'origine :  Cuba,  Espagne,  Allemagne de l'Ouest
- Langues : espagnol
- Genre : Animation, comédie horrifique et fantastique
- Durée : 69 minutes
- Dates de sortie en France : 7 juillet 1999

## Production
Le trompettiste Arturo Sandoval figure parmi les musiciens qui interprètent la bande originale du film.